# Tadao Kasami
Tadao Kasami (jap. 嵩忠雄, Kasami Tadao; * 12. April 1930 in Kōbe, Japan; † 18. März 2007) war ein japanischer Informatiker und Elektrotechniker mit Arbeiten auf dem Gebiet der Fehlerkorrekturverfahren, einem Teilgebiet der Codierungstheorie und der Informationstheorie. Er ist Namensgeber der Kasami-Folgen, die im Bereich von Codemultiplexverfahren (CDMA) eingesetzt werden, und Mitentwickler des Cocke-Younger-Kasami-Algorithmus auf dem Gebiet der Theoretischen Informatik. 1999 erhielt er für seine Arbeiten auf dem Gebiet der Informationstheorie den Claude E. Shannon Award vom Institute of Electrical and Electronics Engineers (IEEE).
Kasami studierte mit Abschluss Ph.D. bis 1963 Elektrotechnik an der Universität Osaka und hatte bis 1992 eine Lehrtätigkeit an der Universität inne. Von 1992 bis 1998 war er Professor am Nara Institute of Science and Technology, von 1998 bis zu seiner Pensionierung 2004 lehrte er an der Städtischen Universität Hiroshima.